# Louis François
Louis François   (La Vavetz, 24 de juliol de 1906 - Donnemarie-Dontilly, 15 de novembre de 1986) va ser un lluitador francès, especialista en lluita grecoromana, que va competir durant les dècades de 1920 i 1930.
El 1932 va prendre part en els Jocs Olímpics de Los Angeles, on guanyà la medalla de bronze en la competició del pes gall del programa de lluita grecoromana.